# Östra Gerums landskommun
Östra Gerums landskommun var en tidigare kommun i dåvarande Skaraborgs län.

## Administrativ historik
Kommunen inrättades i Gerums socken i Vartofta härad i Västergötland när 1862 års kommunalförordningar trädde i kraft. Namnet var före 1 januari 1886 Gerums landskommun, bytet beslutat 17 april 1885.
Vid Kommunreformen 1952 uppgick kommunen i Dimbo landskommun som upplöstes 1974 då denna del uppgick i Tidaholms kommun.